# Antoine Maugras
Antoine Maugras, né le 25 novembre 1768 à Bellenot-sous-Pouilly (France), mort le 18 février 1801 à Damiette (Égypte), est un général de brigade de la Révolution française.

## État de service
Il entre en service en 1792 au 2e bataillon de volontaires de la Côte-d’Or, et il se distingue au siège de Mayence en octobre 1792. En août 1793, il participe au siège de Lyon et en décembre il est l’un des premiers à pénétrer dans la ville de Toulon. Le 26 décembre 1793, il est nommé lieutenant-colonel commandant ce bataillon.
Le 15 avril 1794, il passe dans la 117e demi-brigade de bataille. Affecté à l’armée d’Italie, il est nommé chef de brigade le 21 décembre 1796, à la 75e demi-brigade d'infanterie de ligne. 
En 1798, il fait partie de l’expédition en Égypte, et il est blessé lors du siège de Saint-Jean-d’Acre, ainsi qu’au Caire le 26 mars 1800.  Il est promu général de brigade provisoire le 23 septembre 1800.
Il meurt le 18 février 1801, à Damiette, des suites d’une fièvre pestilentielle qu’il contracte sur les bords du Nil.

## Sources
- (en) « Generals Who Served in the French Army during the Period 1789 - 1814: Eberle to Exelmans »
- (pl) « Napoléon.org.pl »
- Charles Théodore Beauvais et Vincent Parisot, Victoires, conquêtes, revers et guerres civiles des Français, depuis les Gaulois jusqu’en 1792, tome 26, C.L.F Panckoucke, janvier 1822, 414 p. (lire en ligne), p. 89.
- Charles Muteau et Joseph Garnier, Galerie Bourguignonne, tome 2, Paris, A. Durand, 1859, p. 247